# Ногайсько-калмицька війна
Ногайсько-калмицька війна — війна між Великою Ногайською ордою й Калмицьким ханством у 1628-1634 роках.

## Значення
В результаті війни Ногайська Орда була розгромлена, ногайці, частиною були включені до складу Калмицького ханства, а частиною втекли у межі кримських володінь у Надозів'ї або приєдналися до Молодшого казахського жузу; калмики розселилися на широкій території від Дону до Емби. Війна не мала релігійного підґрунтя, незважаючи на те, що ногайці були мусульманами-сунітами, а калмики — буддистами (традиція гелуг), так як ногайці (джембулуки, хатай-кипчаки, малибаши, єдисани та інші) перебували у складі Калмицького ханства, воювали в складі калмицького війська не тільки проти мусульманських Кримського ханства, племен Надволжя, Передкавказзя й киргиз-кайсацьких (казахських) орд (жузів), але й проти своїх колишніх одноплемінників з Казиєвої Орди. Крім того, калмицькі хани не тільки одружувалися з дочками ногайських мурз, укладаючи таким чином династичні шлюби, але й незважаючи на дипломатичний тиск московського Астраханського губернатора О. П. Волинського, всіляко чинили опір «розкасованню» (тобто розкиданному розселенню та асиміляції) ногайців, так як брали з них податки (податки) й використовували їх у своїх війнах, тим самим зрівняли їх у правах з калмиками. Непрямим чином, одним з наслідків цієї війни стало поширення буддизму й послаблення натиску ісламу у степах Східної Європи.